# Strange Kind of Woman
Strange Kind of Woman (engl. für: ‚Seltsame Art von Frau‘) ist ein Lied der britischen Hard-Rock-Band Deep Purple. Es erschien im Februar 1971 als Single und wurde im selben Jahr auch auf der US-Version ihres fünften Studioalbums Fireball veröffentlicht. Das Lied verbindet Deep Purples „klassische“ Hardrockwurzeln mit einem frischen „Boogie-Blues-Feeling“ und gelangte bis auf Platz 8 der britischen Singlecharts.

## Entstehung
Strange Kind of Woman wurde im Laufe eines zweiwöchigen Aufenthaltes Anfang des Jahres 1971 an der Nordküste von Cornwall eingespielt. Der ursprüngliche Titel des an den Riff von Black Night anmutenden Strange Kind of Woman lautete „The Prostitute“ (deutsch: ‚Die Prostituierte‘). Erst nach der Fertigstellung des Textes erhielt das Stück von Ian Gillan seinen endgültigen Titel. Die Single war zunächst nicht für das Album Fireball vorgesehen.
Als B-Seite für Strange Kind of Woman wurde das auf dem Riff des älteren Deep-Purple-Instrumentalstücks Grabsplatter beruhende I’m Alone gewählt, das Roger Glovers Erinnerung zufolge „spätnachts in einer Stunde oder so zusammengeschmissen und aufgenommen und um fünf Uhr morgens gemischt“ wurde.

## Liveaufführungen
Nach seiner Veröffentlichung wurde Strange Kind of Woman als Hitsingle in Deep Purples Liveprogramm übernommen, wo es bis zum Ende der Mark-II-Besetzung im Jahre 1973 als fester Bestandteil verankert blieb. Live kündigte Sänger Ian Gillan den Song wie folgt an:

“It was about a friend of ours who got mixed up with a very evil woman and it was a sad story. They got married in the end. And a few days after they got married, the lady died.”

Bei Konzerten diente der Mittelteil des Stücks mittels Ritchie Blackmores Gitarrenspiel und Gillans „schreiendem, hohen Gesang“ als Improvisionsmuster für musikalische Zwiesprache innerhalb der Band. Auch das Album Made in Japan beinhaltet diese aus dem Jazz bekannte Zwiesprache (Call & Response). Zu seiner Wiedereinführung in Deep Purples Konzertprogramm gelangte Strange Kind of Woman bei der Wiedervereinigung im Jahr 1984, wo das Lied bis zum Jahr 1993 fest verankert blieb. Nach Ritchie Blackmores endgültigem Ausstieg wurde es vorerst nur noch sporadisch live gespielt, bevor es um 2000 wieder seinen Weg in das Liveprogramm der Band fand und dort als fester Bestandteil bis heute bei jedem Konzert gespielt wird.

## Coverversionen
- Im Jahre 1973 produzierte die irische Rockband Thin Lizzy unter dem Namen Funky Junction ein Album, das Coverversionen von Deep-Purple-Songs, darunter auch Strange Kind of Woman, beinhaltet.[5]
- Während Yngwie Malmsteens Song You Don’t Remember, I’ll Never Forget führte dieser gemeinsam mit Joe Lynn Turner die klassische Gitarren/Gesang-Zwiesprache von Gillan und Blackmore live auf.
- Die serbische Rockband Cactus Jack coverte Strange Kind of Woman für ihr 2003er Album Deep Purple Tribute.
- 2007 erschien das Lied auf dem von Dream Theater live gecoverten Made in Japan-Album.

Mittlerweile (ca. 2018) gibt es eine Italienische Deep Purple Coverband „Strange Kind of Women“. Die Band besteht ausnahmslos aus Frauen. Ian Paice war von deren Auftritt beeindruckt und bescheinigte ihnen auf seiner Internetseite ihr musikalisches Talent.